# Комсомольская улица (Владикавказ)
Комсомольская улица — улица во Владикавказе, Северная Осетия, Россия. Находится в Иристонском муниципальном округе между улицами Спокойной и Шмулевича. Начинается от улицы Шмулевича.

## Расположение
Улица пересекается с улицами Павленко и Вадима Эльмесова. От Комсомольской улицы начинаются Кабардинская и Езетхан Уруймаговой. На Комсомольской улице заканчиваются Ереванский переулок, Армянская и Коста Хетагурова.

## История
Улица сформирована из двух частей. Северная часть ранее носила наименование Кирпичная улица и южная часть — Комсомольский проезд.
Кирпичная улица образовалась во второй половине XIX века. Отмечена на Плане областного города Владикавказ Терской области Областного статистического комитета издания 1911 года. 26 ноября 1925 года переименована в Комсомольскую улицу Решением заседания Президиума Владокрисполкома.
Комсомольский проезд ранее располагался между улицами Павленко и Спокойной. Образовался во второй половине XX века. Упоминается под этим названием в 1973 году в Списке улиц и переулков г. Орджоникидзе. В процессе жилой застройки постепенно слился с Комсомольской улицей.

## Значимые объекты
- д. 40 — Республиканский геронтологический центр
- д. 69 — Северо-Осетинский медицинский колледж
- На западной стороне улицы между улицами Коста Хетагурова и улицей Павленко находится сквер имени Аксо Колиева.